# Sammlung Püscher
Als Sammlung Püscher bezeichnet man den Nachlass der Fotografen Richard und Eberhard Püscher (Vater und Sohn), die das öffentliche und private Leben der niedersächsischen Kleinstadt Alfeld (Leine) von 1947 bis 1994 dokumentiert haben. Dabei wurden Alfelder Biografien fotografisch begleitet, fotografierten sie doch von der Taufe bis zur Trauerfeier. Zwischendurch fertigten sie u. a. Konfirmations- bzw. Kommunionsfotos an, waren für die Klassen- bzw. Schulfotos zuständig, machten Hochzeitsbilder, dokumentierten den Tanzabschlussball, waren gern gesehen Gäste bei Feiern wie Geburtstagen, Firmenjubiläen, Konferenzen, waren der erste Fotograf am Platze wenn es um Portraits wie Passbilder ging und dokumentierten Ereignisse wie Schützenfeste, Tag der Heimatvertriebenen, Erntedankfest und Weihnachtsfeiern.
Als Eberhard Püscher 1994 verstarb, hinterließ er geschätzte 80.000 Negative und unzählige Positive, mithin das umfassende Gedächtnis einer Stadt.

## Biografisches

### Vita
Die Püschers stammten ursprünglich aus Glogau in Schlesien. Dort betrieben Richard Theodor Julius Püscher (* 7. Juli 1885; † 27. November 1960) und Dora Püscher (* 18. Februar 1895; † 15. März 1968) bereits ein Foto-Atelier im Hotel Hindenburg. Nach dem Krieg strandeten sie als Heimatvertriebene in Alfeld, wo sie seit 1947 im ihnen zugewiesenen Wohnraum ein fotografisches Gewerbe betrieben, welches sie am 6. Juni 1948 bei der Handwerkskammer Hildesheim anmeldeten. Nach dem Tod des Vaters übernahm Sohn Eberhard (* 2. August 1922; † 16. Juli 1994) den Betrieb, den er am 5. Juli 1962 bei dem Kammer ummeldete. Seine Meisterprüfung bestand er am 19. Dezember 1960 mit Auszeichnung.

### Über das Wirken der Püschers
Die Familie Püscher wohnte zeit ihres Lebens in dem ihnen nach dem Krieg zugewiesenen Wohnraum, einem 40 m²-Dachverschlag. Überdies befanden sich dort ihr Fotolabor, -atelier, -archiv und -verkaufsraum. Eberhard Püscher hielt sich in genannten 40 m² auch noch eine stets schwankende Anzahl von Katzen. Jahr für Jahr wuchs die Anzahl der einzulagernden fotografischen Positive und Negative, so dass das Archiv sukzessive auch in die Garage um das parkende Auto ausgedehnt wurde. Dort parkte neben seinem Opel – der aus Gründen der Sparsamkeit nie verkauft wurde, sondern Teil für Teil erneuert wurde und daher auch immer unterschiedliche Farbkombinationen aufwies – noch ein Zündapp-Motorrad, mit dem Eberhard Püscher über Land fuhr, die Plattenkamera unter einem Arm, die andere Hand am Lenker. Eberhard (genannt Bubi) Püscher trug täglich eine ähnlich anmutende Kleidung, bestehend aus einem abgenutzten grünen Mantel, zu kurzer Hose und schief sitzender Baskenmütze.
Neben der Fotografie hat sich die Familie Püscher keinerlei privates Vergnügen gegönnt. Das hatte sowohl finanzielle – schon seinerzeit war mit der alltäglichen, bzw. angewandten Fotografie nicht viel Geld zu verdienen – wie auch persönliche Gründe. Dazu zählt zunächst die Zeitnot, denn Filmentwicklung, Anfertigen von Abzügen und anschließende Retusche nahmen viel Zeit in Anspruch. Daneben war wenig Zeit bzw. Platz für eine Familie.
So sind die Püschers in die kollektive Erinnerung der Alfelder eingebrannt, als fotografisch perfekte Handwerker (siehe folgendes Kapitel), die, insbesondere in Person von Eberhard Püscher, das Klischee des Künstlers oder Clochards bedienten. Dazu trug auch ihr gewissermaßen nonkonformer wie auch latent unübersichtlicher Lebensentwurf bei.

### Die Rettung des Nachlasses
Nach dem Ableben von Eberhard Püscher 1994 wurde mangels interessierter Verwandtschaft der persönliche Nachlass aufgelöst. Es existierte öffentliches Interesse an einigen Artefakten wie fotografischen Gerätschaften, die durch einen Auktionator verkauft wurden. Darüber hinaus war die Anteilnahme eher gering. Sein fotografischer Nachlass konnte in allerletzter Sekunde vor dem Ende bewahrt werden.

## Fotografisches

### Technische Aspekte
Der Nachlass umfasst geschätzte 80.000 Negative, die sich vom handelsüblichen Kleinbildfilm über das 6x6-Negativ bis hin zur 20x30-Glasplatte erstrecken. Die Negative weisen eine durchgängig hohe Qualität der Bearbeitung auf.
Die Püschers – Vater wie Sohn – haben vorzugsweise mit einer Balgenkamera gearbeitet und belichteten meistens 13×18-cm-Negative, bei größeren Anlässen auch im Format 20×30 cm. Waren sie nicht als Porträt- oder Gruppenfotograf unterwegs, verwendeten sie meistens eine Rolleiflex, später dann eine Leica-Kamera.

## Der Fotograf und die Erinnerung
Aufgrund der Tatsache, dass die Püschers im Laufe ihrer fotografischen Tätigkeit eigentlich immer dabei waren, sie kamen irgendwann ungefragt, schufen sie ein riesiges Konvolut an Eindrücken, Erinnerungen, Referenzen und Zeitdokumenten, demgemäß das eingangs erwähnte Gedächtnis einer Stadt und ihrem Umland.
An dieser Stelle spielen Fotografien ihre Fähigkeit als Erinnerungsträger voll aus und ermöglichen einen stetigen Rückbezug auf Vergangenes, Traditionen und Besonderheiten. Sie tragen somit als essentieller Bestandteil zur Identitätskonstitution bei.
Interessanterweise funktioniert das nicht nur bei den Alfeldern, die einen persönlichen Bezug zu Abgebildeten aufweisen, sondern finden auch Unbeteiligte darin ihre Biografie wieder.